# Grammy Awards 2008
Am 10. Februar 2008 wurden im Staples Center von Los Angeles die Grammy Awards 2008 verliehen. Es war die große Jubiläumsveranstaltung: Zum 50. Mal wurde der wichtigste US-amerikanische Musikpreis an die laut Jury besten Künstler des zurückliegenden Musikjahres vergeben. Gewürdigt wurden diesmal die Leistungen zwischen dem 1. Oktober 2006 und dem 30. September 2007.
Zwei neue Kategorien (Best Latin-Urban-Album und Bestes Album mit Zydeco- oder Cajun-Musik) erhöhten die Anzahl der Grammys auf den neuen Höchststand von 110, verteilt auf 31 Felder. (Vergeben wurden tatsächlich 111 Trophäen, da es in der Kategorie Beste Gospeldarbietung zwei stimmengleiche Sieger gab.)
Großer Star der Jubiläumsverleihung war die Engländerin Amy Winehouse, die fünf Kategorien bei sechs Nominierungen gewann, darunter drei der vier Hauptkategorien. Sie war jedoch nicht bei der Veranstaltung anwesend, sondern wurde nur aus einem Londoner Club zugeschaltet, weil es im Vorfeld Probleme mit ihrem Visum gegeben hatte. Zusätzlich wurde ihr Produzent Mark Ronson als Produzent des Jahres ausgezeichnet. Beim Album des Jahres gewann überraschend Herbie Hancock. Sein River: The Joni Letters war das erste Jazz-Album, das diese Hauptkategorie gewinnen konnte.
Erfolgreichster Hip-Hop-Künstler war einmal mehr Kanye West, der vier der fünf Rap-Kategorien gewann. Alt-Rocker Bruce Springsteen wurde dreimal ausgezeichnet, Alicia Keys und Chaka Khan holten sich im R&B-Bereich je zwei Grammys.

## Hauptkategorien
Single des Jahres (Record of the Year):
- „Rehab“ von Amy Winehouse
- nominiert waren außerdem:
  - „Irreplaceable“ von Beyoncé
  - „The Pretender“ von den Foo Fighters
  - „Umbrella“ von Rihanna featuring Jay-Z
  - „What Goes Around ... Comes Around“ von Justin Timberlake

Album des Jahres (Album of the Year):
- River: The Joni Letters von Herbie Hancock
- nominiert waren außerdem:
  - Echoes, Silence, Patience & Grace von den Foo Fighters
  - These Days von Vince Gill
  - Graduation von Kanye West
  - Back to Black von Amy Winehouse

Song des Jahres (Song of the Year):
- „Rehab“ von Amy Winehouse (Autor: Amy Winehouse)
- nominiert waren außerdem:
  - „Before He Cheats“ von Carrie Underwood (Autoren: Josh Kear, Chris Tompkins)
  - „Hey There Delilah“ von den Plain White T’s (Autor: Tom Higgenson)
  - „Like A Star“ von Corinne Bailey Rae (Autor: Corinne Bailey Rae)
  - „Umbrella“ von Rihanna featuring Jay-Z (Autoren: Shawn Carter, Kuk Harrell, Terius Nash, Christopher Stewart)

Bester neuer Künstler (Best New Artist):
- Amy Winehouse
- nominiert waren außerdem:
  - Feist
  - Ledisi
  - Paramore
  - Taylor Swift

## Pop
Beste weibliche Gesangsdarbietung – Pop (Best Female Pop Vocal Performance):
- „Rehab“ von Amy Winehouse
- nominiert waren außerdem:
  - „Candyman“ von Christina Aguilera
  - „1, 2, 3, 4“ von Feist
  - „Big Girls Don't Cry“ von Fergie
  - „Say It Right“ von Nelly Furtado

Beste männliche Gesangsdarbietung – Pop (Best Male Pop Vocal Performance):
- „What Goes Around ... Comes Around“ von Justin Timberlake
- nominiert waren außerdem:
  - „Everything“ von Michael Bublé
  - „Belief“ von John Mayer
  - „Dance Tonight“ von Paul McCartney
  - „Amazing“ von Seal

Beste Darbietung eines Duos oder einer Gruppe mit Gesang – Pop (Best Pop Performance By A Duo Or Group With Vocals):
- „Makes Me Wonder“ von Maroon 5
- nominiert waren außerdem:
  - „(You Want To) Make A Memory“ von Bon Jovi
  - „Home“ von Daughtry
  - „Hey There Delilah“ von den Plain White T’s
  - „Window In The Skies“ von U2

Beste Zusammenarbeit mit Gesang – Pop (Best Pop Collaboration With Vocals):
- „Gone Gone Gone (Done Moved On)“ von Robert Plant & Alison Krauss
- nominiert waren außerdem:
  - „Steppin' Out“ von Tony Bennett & Christina Aguilera
  - „Beautiful Liar“ von Beyoncé & Shakira
  - „The Sweet Escape“ von Gwen Stefani & Akon
  - „Give It to Me“ von Timbaland featuring Nelly Furtado & Justin Timberlake

Beste Instrumentaldarbietung – Pop (Best Pop Instrumental Performance):
- „One Week Last Summer“ von Joni Mitchell
- nominiert waren außerdem:
  - „Off The Grid“ von den Beastie Boys
  - „Paris Sunrise #7“ von Ben Harper & The Innocent Criminals
  - „Over The Rainbow“ von Dave Koz
  - „Simple Pleasures“ von Spyro Gyra

Bestes Instrumentalalbum – Pop (Best Pop Instrumental Album):
- „The Mix-Up“ von den Beastie Boys
- nominiert waren außerdem:
  - „Italia“ von Chris Botti
  - „At The Movies“ von Dave Koz
  - „Good To Go-Go“ von Spyro Gyra
  - „Roundtrip“ von Kirk Whalum

Bestes Gesangsalbum – Pop (Best Pop Vocal Album):
- „Back to Black“ von Amy Winehouse
- nominiert waren außerdem:
  - „Lost Highway“ von Bon Jovi
  - „The Reminder“ von Feist
  - „It Won’t Be Soon Before Long“ von Maroon 5
  - „Memory Almost Full“ von Paul McCartney

## Dance
Beste Dance-Aufnahme (Best Dance Recording):
- „Love Stoned / I Think She Knows“ von Justin Timberlake (Produzenten: Nate Hills, Timbaland, Justin Timberlake; Mix: Jimmy Douglass, Timbaland)
- nominiert waren außerdem:
  - „Do It Again“ von den Chemical Brothers (Produzenten: Tom Rowlands, Ed Simons)
  - „D.A.N.C.E.“ von Justice (Produzenten / Mix: Gaspard Augé, Xavier de Rosnay)
  - „Love Today“ von Mika (Produzenten: Jodi Marr, John Merchant, Greg Wells, Mika; Mix: Greg Wells)
  - „Don’t Stop the Music“ von Rihanna (Produzenten: StarGate; Mix: Phil Tan)

Bestes Electronic-/Dance-Album (Best Electronic/Dance Album):
- We Are The Night von den Chemical Brothers
- nominiert waren außerdem:
  - † von Justice
  - Sound Of Silver von LCD Soundsystem
  - We Are Pilots von den Shiny Toy Guns
  - Elements Of Life von Tiësto

## Traditioneller Pop
Bestes Gesangsalbum – Traditioneller Pop (Best Traditional Pop Vocal Album):
- Call Me Irresponsible von Michael Bublé
- nominiert waren außerdem:
  - Cool Yule von Bette Midler
  - Trav'lin' Light von Queen Latifah
  - Live In Concert 2006 von Barbra Streisand
  - James Taylor At Christmas von James Taylor

## Rock
Beste Solo-Gesangsdarbietung – Rock (Best Solo Rock Vocal Performance):
- „Radio Nowhere“ von Bruce Springsteen
- nominiert waren außerdem:
  - „Timebomb“ von Beck
  - „Only Mama Knows“ von Paul McCartney
  - „Our Country“ von John Mellencamp
  - „Come On“ von Lucinda Williams

Beste Darbietung eines Duos oder einer Gruppe mit Gesang – Rock (Best Rock Performance by a Duo or Group With Vocals):
- „Icky Thump“ von den White Stripes
- nominiert waren außerdem:
  - „It's Not Over“ von Daughtry
  - „Working Class Hero“ von Green Day
  - „If Everyone Cared“ von Nickelback
  - „Instant Karma“ von U2

Beste Hard-Rock-Darbietung (Best Hard Rock Performance):
- „The Pretender“ von den Foo Fighters
- nominiert waren außerdem:
  - „Sweet Sacrifice“ von Evanescence
  - „I Don't Wanna Stop“ von Ozzy Osbourne
  - „Sick, Sick, Sick“ von den Queens of the Stone Age
  - „The Pot“ von Tool

Beste Metal-Darbietung (Best Metal Performance):
- „Final Six“ von Slayer
- nominiert waren außerdem:
  - „Nothing Left“ von As I Lay Dying
  - „Never Ending Hill“ von King Diamond
  - „Aesthetics of Hate“ von Machine Head
  - „Redemption“ von Shadows Fall

Beste Darbietung eines Rockinstrumentals (Best Rock Instrumental Performance):
- „Once Upon a Time in The West“ von Bruce Springsteen
- nominiert waren außerdem:
  - „The Ecstasy of Gold“ von Metallica
  - „Malignant Narcissism“ von Rush
  - „Always With Me, Always with You“ von Joe Satriani
  - „The Attitude Song“ von Steve Vai

Bester Rocksong (Best Rock Song):
- „Radio Nowhere“ von Bruce Springsteen (Autor: Bruce Springsteen)
- nominiert waren außerdem:
  - „Come On“ von Lucinda Williams (Autorin: Lucinda Williams)
  - „Icky Thump“ von den White Stripes (Autor: Jack White)
  - „It's Not Over“ von Daughtry (Autoren: Chris Daughtry, Gregg Wattenberg, Mark Wilkerson, Brett Young)
  - „The Pretender“ von den Foo Fighters (Autoren: Dave Grohl, Taylor Hawkins, Nate Mendel, Chris Shiflett)

Bestes Rock-Album (Best Rock Album):
- Echoes, Silence, Patience & Grace von den Foo Fighters
- nominiert waren außerdem:
  - Daughtry von Daughtry
  - Revival von John Fogerty
  - Magic von Bruce Springsteen
  - Sky Blue Sky von Wilco

## Alternative
Bestes Alternative-Album (Best Alternative Music Album):
- Icky Thump von den White Stripes
- nominiert waren außerdem:
  - Alright, Still von Lily Allen
  - Neon Bible von Arcade Fire
  - Volta von Björk
  - Wincing The Night Away von den Shins

## Rhythm & Blues
Beste weibliche Gesangsdarbietung – R&B (Best Female R&B Vocal Performance):
- No One von Alicia Keys
- nominiert waren außerdem:
  - Just Fine von Mary J. Blige
  - When I See You von Fantasia
  - If I Have My Way von Chrisette Michele
  - Hate On Me von Jill Scott

Beste männliche Gesangsdarbietung – R&B (Best Male R&B Vocal Performance):
- „Future Baby Mama“ von Prince
- nominiert waren außerdem:
  - „Woman“ von Raheem DeVaughn
  - „B.U.D.D.Y.“ von Musiq Soulchild
  - „Because Of You“ von Ne-Yo
  - „Please Don't Go“ von Tank

Beste Darbietung eines Duos oder einer Gruppe mit Gesang – R&B (Best R&B Performance By A Duo Or Group With Vocals):
- „Disrespectful“ von Chaka Khan featuring Mary J. Blige
- nominiert waren außerdem:
  - „Same Girl“ von R. Kelly featuring Usher
  - „Hate That I Love You“ von Rihanna featuring Ne-Yo
  - „Baby“ von Angie Stone featuring Betty Wright
  - „Bartender“ von T-Pain featuring Akon

Beste Gesangsdarbietung – Traditioneller R&B (Best Traditional R&B Vocal Performance):
- „In My Songs“ von Gerald Levert
- nominiert waren außerdem:
  - „Walk A Mile In My Shoes“ von Otis Clay
  - „All Night Long“ von Randy Crawford & Joe Sample
  - „I Apologize“ von Ann Nesby
  - „I Am Your Man“ von Ryan Shaw

Beste Urban-/Alternative-Darbietung (Best Urban/Alternative Performance):
- „Daydreamin’“ von Lupe Fiasco featuring Jill Scott
- nominiert waren außerdem:
  - „Make A Baby“ von Vikter Duplaix
  - „That's The Way Of The World“ von Dwele
  - „Fantasy“ von Me’shell Ndegeocello
  - „Dream“ von Alice Smith

Bester R&B-Song (Best R&B Song):
- „No One“ von Alicia Keys (Autoren: Dirty Harry, Kerry Brothers, Alicia Keys)
- nominiert waren außerdem:
  - „Beautiful Flower“ von India.Arie (Autoren: India Arie Simpson, Joyce Simpson)
  - „Hate That I Love You“ von Rihanna featuring Ne-Yo (Autoren: M. S. Eriksen, T. E. Hermansen, Shaffer Smith)
  - „Teachme“ von Musiq Soulchild (Autoren: Ivan Barias, Adam W. Blackstone, Randall C. Bowland, Carvin Haggins, Johnnie Smith II, Corey Latif Williams)
  - When I See You von Fantasia (Autoren: Louis Biancaniello, Waynne Nugent, Erika Nuri, Kevin Risto, Janet Sewel, Sam Watters)

Bestes R&B-Album (Best R&B Album):
- Funk This von Chaka Khan
- nominiert waren außerdem:
  - Lost & Found von Ledisi
  - Luvanmusiq von Musiq Soulchild
  - The Real Thing von Jill Scott
  - Sex, Love & Pain von Tank

Bestes zeitgenössisches R&B-Album (Best Contemporary R&B Album):
- Because Of You von Ne-Yo
- nominiert waren außerdem:
  - Konvicted von Akon
  - Just Like You von Keyshia Cole
  - Fantasia von Fantasia
  - East Side Story von Emily King

## Rap
Beste Solodarbietung – Rap (Best Rap Solo Performance):
- „Stronger“ von Kanye West
- nominiert waren außerdem:
  - „The People“ von Common
  - „I Get Money“ von 50 Cent
  - „Show Me What You Got“ von Jay-Z
  - „Big Things Poppin' (Do It)“ von T. I.

Beste Darbietung eines Duos oder einer Gruppe – Rap (Best Rap Performance By A Duo Or Group):
- „Southside“ von Common featuring Kanye West
- nominiert waren außerdem:
  - „Make It Rain“ von Fat Joe featuring Lil Wayne
  - „Party Like A Rockstar“ von Shop Boyz
  - „Int'l Players Anthem (I Choose You)“ von UGK featuring OutKast
  - „Better Than I've Ever Been“ von Kanye West, Nas und KRS-One

Beste Zusammenarbeit – Rap/Gesang (Best Rap/Sung Collaboration):
- „Umbrella“ von Rihanna feat. Jay-Z
- nominiert waren außerdem:
  - „I Wanna Love You“ von Akon feat. Snoop Dogg
  - „Kiss Kiss“ von Chris Brown und T-Pain
  - „Let It Go“ von Keyshia Cole feat. Missy Elliott und Lil’ Kim
  - „Good Life“ von Kanye West featuring T-Pain

Bester Rap-Song (Best Rap Song):
- „Good Life“ von Kanye West featuring T-Pain (Autoren: Aldrin Davis, Mike Dean, Faheem Najm, Kanye West)
- nominiert waren außerdem:
  - „Ayo Technology“ von 50 Cent featuring Justin Timberlake & Timbaland (Autoren: Nate Hills, Curtis Jackson, Timothy Mosley, Justin Timberlake)
  - „Big Things Poppin' (Do It)“ von T. I. (Autoren: Clifford Harris, Byron Thomas)
  - „Can't Tell Me Nothing“ von Kanye West (Autor: Aldrin Davis, Kanye West)
  - „Crank That (Soulja Boy)“ von Soulja Boy (Autoren: Soulja Boy)

Bestes Rap-Album (Best Rap Album):
- Graduation von Kanye West
- nominiert waren außerdem:
  - Finding Forever von Common
  - Kingdom Come von Jay-Z
  - Hip Hop Is Dead von Nas
  - T. I. vs T. I. P. von T. I.

## Country
Beste weibliche Gesangsdarbietung – Country (Best Female Country Vocal Performance):
- Before He Cheats von Carrie Underwood
- nominiert waren außerdem:
  - Simple Love von Alison Krauss
  - Famous In A Small Town von Miranda Lambert
  - Nothin' Better To Do von LeAnn Rimes
  - Heaven, Heartache And The Power Of Love – Trisha Yearwood

Beste männliche Gesangsdarbietung – Country (Best Male Country Vocal Performance):
- Stupid Boy von Keith Urban
- nominiert waren außerdem:
  - Long Trip Alone von Dierks Bentley
  - A Woman's Love von Alan Jackson
  - If You're Reading This von Tim McGraw
  - Give It Away von George Strait

Beste Countrydarbietung eines Duos oder einer Gruppe (Best Country Performance By A Duo Or Group With Vocal):
- How Long von den Eagles
- nominiert waren außerdem:
  - Proud Of The House We Built von Brooks & Dunn
  - Moments von Emerson Drive
  - Lucky Man von Montgomery Gentry
  - Sweet Memories von den Time Jumpers

Beste Zusammenarbeit mit Gesang – Country (Best Country Collaboration With Vocals):
- Lost Highway von Willie Nelson & Ray Price
- nominiert waren außerdem:
  - Days Aren't Long Enough von Steve Earle & Allison Moorer
  - Because Of You von Reba McEntire & Kelly Clarkson
  - I Need You von Tim McGraw & Faith Hill
  - Oh Love von Brad Paisley & Carrie Underwood

Bestes Darbietung eines Countryinstrumentals (Best Country Instrumental Performance):
- Throttleneck von Brad Paisley
- nominiert waren außerdem:
  - Little Monk von Russ Barenberg
  - Mucky The Duck von den Greencards
  - Rawhide! von Andy Statman
  - Fidoodlin'  von den Time Jumpers

Bester Countrysong (Best Country Song):
- Before He Cheats von Carrie Underwood (Autoren: Josh Kear, Chris Tompkins)
- nominiert waren außerdem:
  - Give It Away von George Strait (Autoren: Bill Anderson, Buddy Cannon, Jamey Johnson)
  - I Need You von Tim McGraw & Faith Hill (Autoren: Tony Lane, David Lee)
  - If You're Reading This von Tim McGraw (Autoren: Tim McGraw, Brad Warren, Brett Warren)
  - Long Trip Alone von Dierks Bentley (Autoren: Brett Beavers, Direks Bentley, Steve Bogard)

Bestes Countryalbum (Best Country Album):
- These Days von Vince Gill
- nominiert waren außerdem:
  - Long Trip Alone von Dierks Bentley
  - Let It Go von Tim McGraw
  - 5th Gear von Brad Paisley
  - It Just Comes Natural von George Strait

Bestes Bluegrass-Album (Best Bluegrass Album):
- The Bluegrass Diaries von Jim Lauderdale
- nominiert waren außerdem:
  - Cherryholmes II Black And White von Cherryholmes
  - Lefty's Old Guitar von J. D. Crowe & The New South
  - Scenechronized von Seldom Scene
  - Double Banjo Bluegrass Spectacular von Tony Trischka

## New Age
Bestes New-Age-Album (Best New Age Album):
- „Crestone“ von der Paul Winter Consort
- nominiert waren außerdem:
  - „Faces Of The Sun“ von Peter Kater
  - „Sacred Journey Of Ku-Kai, Volume 3“ von Kitarō
  - „One Guitar“ von Ottmar Liebert
  - „Southwest“ von Eric Tingstad

## Jazz
Bestes zeitgenössisches Jazzalbum (Best Contemporary Jazz Album):
- „River: The Joni Letters“ von Herbie Hancock
- nominiert waren außerdem:
  - „Party Hats“ von Will Bernard
  - „Downright Upright“ vom Brian Bromberg
  - „Re-Imagination“ von Eldar
  - „He Had a Hat“ von Jeff Lorber

Bestes Jazz-Gesangsalbum (Best Jazz Vocal Album):
- „Avant Gershwin“ von Patti Austin
- nominiert waren außerdem:
  - „Red Earth - A Malian Journey“ von Dee Dee Bridgewater
  - „Music Maestro Please“ von Freddy Cole
  - „Nightmoves“ von Kurt Elling
  - „On the Other Side“ von Tierney Sutton

Bestes Jazz-Instrumentalsolo (Best Jazz Instrumental Solo):
- Anagram von Michael Brecker
- nominiert waren außerdem:
  - Levees von Terence Blanchard
  - Both Sides Now von Herbie Hancock
  - Lullaby von Hank Jones
  - 1000 Kilometers von Paul McCandless

Bestes Jazz-Instrumentalalbum, Einzelkünstler oder Gruppe (Best Jazz Instrumental Album, Individual or Group):
- „Pilgrimage“ von Michael Brecker
- nominiert waren außerdem:
  - „Live at the Village Vanguard“ vom Bill Charlap Trio
  - „Kids: Live at Dizzy's Club Coca-Cola“ von Joe Lovano & Hank Jones
  - „Line By Line“ von John Patitucci
  - „Back East“ von Joshua Redman

Bestes Album eines Jazz-Großensembles (Best Large Jazz Ensemble Album):
- „A Tale of God's Will (A Requiem for Katrina)“ von Terence Blanchard
- nominiert waren außerdem:
  - „Eternal Licks & Grooves“ von The Bob Florence Limited Edition
  - „Hommage“ von der Bill Holman Band
  - „Sky Blue“ vom Maria Schneider Orchestra
  - „With Love“ von der Charles Tolliver Big Band

Bestes Latin-Jazz-Album (Best Latin Jazz Album):
- „Funk Tango“ vom Paquito D’Rivera Quintet
- nominiert waren außerdem:
  - „The Magician“ von Sammy Figueroa & His Latin Jazz Explosion
  - „Borrowed Time (Tiempo prestado)“ von Steve Khan
  - „Refugee“ von Hector Martignon
  - „Big Band Urban Folktales“ von der Bobby Sanabria Big Band

## Gospel
Beste Gospeldarbietung (Best Gospel Performance):
- Blessed & Highly Favored von den Clark Sisters
- Never Gonna Break My Faith von Aretha Franklin & Mary J. Blige (featuring The Harlem Boys Choir)
- nominiert waren außerdem:
  - East To West von Casting Crowns
  - With Long Life von Israel And New Breed featuring T-Bone
  - He Set My Life To Music von CeCe Winans

Bester Gospelsong (Best Gospel Song):
- Blessed & Highly Favored von den Clark Sisters (Autor: Karen Clark Sheard)
- nominiert waren außerdem:
  - East To West von Casting Crowns (Autoren: Mark Hall, Bernie Herms)
  - Encourage Yourself von Donald Lawrence & The Tri-City Singers (Autor: Donald Lawrence)
  - Made To Love von TobyMac (Autoren: Cary Barlowe, Toby McKeehan, Jamie Moore, Aaron Rice)
  - Praise On The Inside von J. Moss (Autor: James L. Moss)

Bestes Rock- oder Rap-Gospel-Album (Best Rock Or Rap Gospel Album):
- „Before The Daylight's Shot“ von Ashley Cleveland
- nominiert waren außerdem:
  - „HIStory: Our Place In His Story“ vom Cross Movement
  - „Open Bood“ von Da' T.R.U.T.H.
  - „The Reckoning“ von Pillar
  - „Comatose“ von Skillet

Bestes zeitgenössisches / Pop-Gospelalbum (Best Pop / Contemporary Gospel Album):
- „A Deeper Level“ von Israel And New Breed
- nominiert waren außerdem:
  - „The Altar And The Door“ von Casting Crowns
  - „True Beauty“ von Mandisa
  - „Stand“ von Michael W. Smith
  - „Portable Sounds“ von TobyMac

Bestes Southern-, Country- oder Bluegrass-Gospelalbum (Best Southern, Country, Or Bluegrass Gospel Album):
- „Salt Of The Earth“ von Ricky Skaggs & The Whites
- nominiert waren außerdem:
  - „Amazing Grace“ von Bill & Gloria Gaither & The Homecoming Friends
  - „Journey Of Joy“ von Karen Peck & New River
  - „Everybody's Brother“ von Billy Joe Shaver
  - „Tell Someone“ von der Kenny & Amanda Smith Band
  - „I'll Fly Away: Country Hymns & Songs Of Faith“ von verschiedenen Interpreten (Produzent: Ed Cash)

Bestes traditionelles Gospelalbum (Best Traditional Gospel Album):
- „Live - One Last Time“ von den Clark Sisters
- nominiert waren außerdem:
  - „The Grand Finale: Encourage Yourself“ von Donald Lawrence & The Tri-City Singers
  - „Life Changing“ von Smokie Norful
  - „Thirsty“ von Marvin Sapp
  - „Cherch“ von BeBe Winans

Bestes zeitgenössisches R&B-Gospelalbum (Best Contemporary R&B Gospel Album):
- „Free To Worship“ von Fred Hammond
- nominiert waren außerdem:
  - „Grateful“ von Coko
  - „V2...“ von J. Moss
  - „T57“ von Trin-I-Tee 5:7
  - „Alone But Not Alone“ von Marvin Winans

## Latin
Bestes Latin-Pop-Album (Best Latin Pop Album):
- „El tren de los momentos“ von Alejandro Sanz
- nominiert waren außerdem:
  - „Papito“ von Miguel Bosé und verschiedenen Interpreten
  - „12 Segundos de oscuridad“ von Jorge Drexler
  - „Navidades Luis Miguel“ von Luis Miguel
  - „Dicen que el tiempo“ von Jennifer Peña

Bestes Latin-Rock- oder Alternative-Album (Best Latin Rock Or Alternative Album):
- „No hay espacio“ von Black:Guayaba
- nominiert waren außerdem:
  - „Adelantando“ von Jarabe de Palo
  - „Amantes sunt amentes“ von Panda
  - „Kamikaze“ von Rabanes
  - „Memo Rex Commander y el corazón atómico de la via láctea“ von Zoé

Bestes Latin-Urban-Album (Best Latin Urban Album):
- „Residente o visitante“ von Calle 13
- nominiert waren außerdem:
  - „E. S. L.“ von Akwid
  - „El abayarde contra-ataca“ von Tego Calderón
  - „El cartel: The Big Boss“ von Daddy Yankee
  - „Vacaneria!“ von Fulanito

Bestes Tropical-Latinalbum (Best Tropical Latin Album):
- „La llave de mi corazón“ von Juan Luis Guerra
- nominiert waren außerdem:
  - „Greetings From Havana“ von Cubanismo
  - „En primera plana“ von Issac Delgado
  - „Arroz con habichuela“ von der Gran Combo de Puerto Rico
  - „United We Swing“ vom Spanish Harlem Orchestra

Bestes mexikanisches / mexikanisch-amerikanisches Album (Best Mexican / Mexican-American Album):
- „100 % Mexicano“ von Pepe Aguilar
- nominiert waren außerdem:
  - „El indomable“ von Cristian Castro
  - „Para siempre“ von Vicente Fernández
  - „Puro dolor“ von Paquita la del Barrio
  - „Esta tierra es tuya (This Land Is Your Land)“ vom Sones de México Ensemble

Bestes Tejano-Album (Best Tejano Album):
- „Before The Next Teardrop Falls“ von Little Joe & La Familia
- nominiert waren außerdem:
  - „Ram Herrera And The Outlaw Band 2007“ von Ram Herrera And The Outlaw Band
  - „Corazon de oro“ von David Marez
  - „35th Anniversary“ von Ruben Ramos
  - „Vagar libremente“ von Sunny Sauceda

Bestes Norteño-Album (Best Norteño Album):
- „Detalles y emociones“ von den Tigres del Norte
- nominiert waren außerdem:
  - „El amor que nunca fue“ von Conjunto Primavera
  - „Crossroads“ von Intocable
  - „Ven y dime“ von den Rieleros Del Norte
  - „Gracias por tu amor“ von Pesado

Bestes Banda-Album (Best Banda Album):
- „Te va a gustar“ von El Chapo
- nominiert waren außerdem:
  - „Los mejores corridos“ von El Potro De Sinaloa
  - „Lobo domesticado“ von Valentín Elizalde
  - „Conquistando corazones“ von K-Paz de la Sierra
  - „Entre copas y botellas“ von Lupillo Rivera

## Blues
Bestes traditionelles Blues-Album (Best Traditional Blues Album):
- „Last Of The Great Mississippi Delta Bluesmen: Live In Dallas“ von Henry James Townsend, Joe Willie „Pinetop“ Perkins, Robert Lockwood, Jr. & David Honeyboy Edwards
- nominiert waren außerdem:
  - „Pinetop Perkins On The 88's - Live In Chicago“ von Pinetop Perkins
  - „Live... And In Concert From San Francisco“ von Otis Rush
  - „10 Days Out: Blues From The Backroads“ von Kenny Wayne Shepherd
  - „Old School“ von Koko Taylor

Bestes zeitgenössisches Blues-Album (Best Contemporary Blues Album):
- „The Road To Escondido“ von J. J. Cale & Eric Clapton
- nominiert waren außerdem:
  - „Into The Blues“ von Joan Armatrading
  - „Is It News“ von Doyle Bramhall
  - „Truth“ von Robben Ford
  - „The Scene Of The Crime“ von Bettye LaVette

## Folk
Bestes traditionelles Folkalbum (Best Traditional Folk Album):
- „Dirt Farmer“ von Levon Helm
- nominiert waren außerdem:
  - „Try Me One More Time“ von David Bromberg
  - „Let Us Now Praise Sleepy John“ von Peter Case
  - „Banjo Talkin’“ von Cathy Fink
  - „Charlie Louvin“ von Charlie Louvin

Bestes zeitgenössisches Folk- / Americana-Album (Best Contemporary Folk / Americana Album):
- „Washington Square Serenade“ von Steve Earle
- nominiert waren außerdem:
  - „The Calling“ von Mary Chapin Carpenter
  - „My Name Is Buddy“ von Ry Cooder
  - „Children Running Through“ von Patty Griffin
  - „Orphans“ von Tom Waits

Bestes Album mit indianischer Musik (Best Native American Music Album):
- „Totemic Flute Chants“ von Johnny Whitehorse
- nominiert waren außerdem:
  - „Oklahoma Style“ von Walter Ahhaitty & Friends
  - „Watch This Dancer!“ von Black Lodge
  - „The Ballad Of Old Times“ von Davis Mitchell
  - „Reconnections“ von R. Carlos Nakai, Cliff Sarde & William Eaton

Bestes Album mit hawaiischer Musik (Best Hawaiian Music Album):
- „Treasures Of Hawaiian Slack Key Guitar“ von verschiedenen Interpreten (Produzenten: Daniel Ho, George Kahumoku junior, Paul Konwiser, Wayne Wong)
- nominiert waren außerdem:
  - „Ka Hikina O Ka Hau (The Coming Of The Snow)“ von Keola Beamer
  - „Hawaiiana“ von Tia Carrere
  - „He'eia“ von Cyril Pahinui
  - „Hawaiian Blossom“ von Raiatea Helm

Bestes Album mit Zydeco- oder Cajun-Musik (Best Zydeco Or Cajun Music Album):
- „Live! Worldwide“ von Terrance Simien & The Zydeco Experience
- nominiert waren außerdem:
  - „Le cowboy creole“ von Geno Delafose & French Rockin’ Boogie
  - „King Cake“ von Lisa Haley
  - „Live: À la Blue Moon“ von den Lost Bayou Ramblers
  - „Blues de musicien“ von den Pine Leaf Boys
  - „Racines“ von den Racines
  - „The La Louisianne Sessions“ von Roddie Romero & The Hub City All-Stars

## Reggae
Bestes Reggae-Album (Best Reggae Album):
- Mind Control von Stephen Marley
- nominiert waren außerdem:
  - The Burning Spear Experience von Burning Spear
  - The End Of An American Dream von Lee „Scratch“ Perry
  - Anniversary von Sly & Robbie And The Taxi Gang
  - Light Your Light von Toots & The Maytals

## Weltmusik
Bestes traditionelles Weltmusikalbum (Best Traditional World Music Album):
- „African Spirit“ vom Soweto Gospel Choir
- nominiert waren außerdem:
  - „When The Soul Is Settled: Music Of Iraq“ von Rahim Al Haj mit Souhail Kaspar
  - „From Mali To America“ von Cheick Hamala Diabate & Bob Carlin
  - „Live At Couleur Café“ von Konono Nº1
  - „Singing For Life: Songs Of Hope, Healing, And HIV/AIDS In Uganda“ von verschiedenen Interpreten (Produzent: Gregory Barz)

Bestes zeitgenössisches Weltmusikalbum (Best Contemporary World Music Album):
- „Djin Djin“ von Angélique Kidjo
- nominiert waren außerdem:
  - „Céu“ von Céu
  - „Gil Luminoso“ von Gilberto Gil
  - „Momento“ von Bebel Gilberto
  - „An Ancient Muse“ von Loreena McKennitt

## Polka
Bestes Polkaalbum (Best Polka Album):
- „Come Share The Wine“ von Jimmy Sturr & His Orchestra
- nominiert waren außerdem:
  - „Polka's Revenge“ von der Brave Combo
  - „Bulletproof Polkas“ von John Gora & Gorale
  - „Polka Freak Out“ von Bubba Hernandez & Alex Meixner
  - „Dueling Polkas“ von Walter Ostanek And His Band & Brian Sklar And The Western Senators

## Für Kinder
Bestes Musikalbum für Kinder (Best Musical Album For Children):
- „A Green And Red Christmas“ von den Muppets (Produzenten: Ted Kryczko, Ed Mitchell)
- nominiert waren außerdem:
  - „Chickens“ von Buck Howdy with BB
  - „Experience... 101“ von Sweet Honey in the Rock
  - „I Wanna Play“ von Bill Harley
  - „My Green Kite“ von Peter Himmelman
  - „The Veveteen Rabbit - Love Can Make You Real“ von verschiedenen Interpreten (Produzenten: Don Sebesky, Janina Serden)

Bestes gesprochenes Album für Kinder (Best Spoken Word Album For Children):
- „Harry Potter And The Deathly Hallows“ von Jim Dale
- nominiert waren außerdem:
  - „Making The Heart Whole Again: Stories For A Wounded World“ von Milbre Burch
  - „The One And Only Shrek“ von Meryl Streep und Stanley Tucci
  - „Who's Got Game? The Ant Or The Grasshopper? The Lion Or The Mouse? Poppy Or The Snake?“ von Toni Morrison
  - „Wickety Whack - Brer Rabbit Is Back“ von Diane Ferlatte

## Sprache
Bestes gesprochenes Album (Best Spoken Word Album):
- „The Audacity Of Hope: Thoughts On Reclaiming The American Dream“ von Barack Obama
- nominiert waren außerdem:
  - „Celebrations“ von Maya Angelou
  - „Giving: How Each Of Us Can Change The World“ von Bill Clinton
  - „Sunday Mornings In Plains: Bringing Peace To A Changing World“ von Jimmy Carter
  - „Things I Overheard While Talking To Myself“ von Alan Alda

## Comedy
Bestes Comedyalbum (Bestes Comedy Album):
- „The Distant Future“ von Flight of the Conchords
- nominiert waren außerdem:
  - „America's Mexican“ von George Lopez
  - „Dirty Girl“ von Lisa Lampanelli
  - „I Still Have A Pony“ von Steven Wright
  - „Songs Pointed & Pointless“ von Harry Shearer

## Musical Show
Bestes Musical-Show-Album (Best Musical Show Album):
- „Spring Awakening“ von der Broadway-Besetzung mit Jonathan Groff, Lea Michele und Anderen (Musik und Produktion: Duncan Sheik; Text: Steven Sater)
- nominiert waren außerdem:
  - „A Chorus Line“ von der Neubesetzung 2006 mit verschiedenen Interpreten (Musik: Marvin Hamlisch; Text: Edward Kleban; Produzent: David Caddick)
  - „Company“ von der Besetzung 2006 mit Raúl Esparza und Anderen (Autor: Stephen Sondheim; Produzent: Tommy Krasker)
  - „Grey Gardens“ von der Original-Broadway-Besetzung mit Christine Ebersole, Mary Louise Wilson und Anderen (Musik: Scott Frankel; Text: Michael Korie; Produzent: Steven Epstein)
  - „West Side Story“ von Vittorio Grigolo, Hayley Westenra, Connie Fisher und Anderen (Musik: Leonard Bernstein; Text: Stephen Sondheim; Produzent: Nick Patrick)

## Film / Fernsehen / visuelle Medien
Bestes zusammengestelltes Soundtrackalbum für Film, Fernsehen oder visuelle Medien (Best Compilation Soundtrack Album For Motion Picture, Television Or Other Visual Media):
- Love von den Beatles (Produzenten: George Martin, Giles Martin)
- nominiert waren außerdem:
  - Across The Universe von verschiedenen Interpreten (Produzenten: T Bone Burnett, Elliot Goldenthal, Teese Gohl)
  - Dreamgirls von Beyoncé Knowles, Jennifer Hudson & Anika Noni Rose (Produzenten: Harvey Mason junior, Randy Spendlove, Matt Sullivan, Damon Thomas)
  - Hairspray von verschiedenen Interpreten (Produzent: Marc Shaiman)
  - Once von Glen Hansard & Markéta Irglová (Produzent: Glen Hansard)

Bestes komponiertes Soundtrackalbum für Film, Fernsehen oder visuelle Medien (Best Score Soundtrack Album For Motion Picture, Television Or Other Visual Media):
- Ratatouille (Komponist: Michael Giacchino)
- nominiert waren außerdem:
  - Babel (Komponist: Gustavo Santaolalla)
  - Blood Diamond (Komponist: James Newton Howard)
  - The Departed (Komponist: Howard Shore)
  - Happy Feet (Komponist: John Powell)
  - Pan's Labyrinth (Komponist: Javier Navarrete)

Bester Song geschrieben für Film, Fernsehen oder visuelle Medien (Best Song Written For Motion Picture, Television Or Other Visual Media):
- Love You I Do von Jennifer Hudson aus dem Film Dreamgirls (Autoren: Siedah Garrett, Henry Krieger)
- nominiert waren außerdem:
  - Falling Slowly von Glen Hansard & Markéta Irglová aus dem Film Once (Autoren: Glen Hansard, Marketa Irglova)
  - Guaranteed von Eddie Vedder aus dem Film Into The Wild (Autor: Eddie Vedder)
  - The Song of the Heart von Prince aus dem Film Happy Feet (Autor: Prince)
  - You Know My Name von Chris Cornell aus dem Film James Bond 007: Casino Royale (Autoren: David Arnold, Chris Cornell)

## Komposition / Arrangement
Beste Instrumentalkomposition (Best Instrumental Composition):
- Cerulean Skies vom Maria Schneider Orchestra (Komponist: Taylor Eigsti)
- nominiert waren außerdem:
  - Ash Wednesday von Harry Connick, Jr. (Komponist: Harry Connick, Jr.)
  - Deep Six von Oregon (Komponist: Mark Walker)
  - I Knew Her (From Notes On A Scandal) von Philip Glass (Komponist: Philip Glass)
  - Spectacle von Chick Corea und Béla Fleck (Komponist: Béla Fleck)

Bestes Instrumentalarrangement (Best Instrumental Arrangement):
- In A Silent Way von Joe Zawinul (Arrangement: Vince Mendoza)
- nominiert waren außerdem:
  - Ash Wednesday von Harry Connick, Jr. (Arrangement: Harry Connick, Jr.)
  - Besame mucho von Maynard Ferguson (Arrangement: Steve Wiest)
  - Black Is The Color of My True Love's Hair von Frank Macchia & The Prague Orchestra (Arrangement: Frank Macchia)
  - Yo Tannenbaum (From Bah, Humduck! A Looney Tunes Christmas) von Gordon Goodwin’s Big Phat Band (Arrangement: Gordon Goodwin)

Bestes Instrumentalarrangement mit Gesangsbegleitung (Best Instrumental Arrangement Accompanying Vocalist(s)):
- I'm Gonna Live Till I Die von Queen Latifah (Arrangement: John Clayton)
- nominiert waren außerdem:
  - Cry Me a River von Ella Fitzgerald und Jorge Calandrelli (Arrangement: Jorge Calandrelli)
  - In the Wee Small Hours of the Morning von den New York Voices (Arrangement: Jay Ashby, Darmon Meader, Kim Nazarian)
  - Overture / Gershwin Medley von Patti Austin (Arrangement: Michael Abene)
  - Smile vom Pete McGuinness Jazz Orchestra (Arrangement: Pete McGuinness)

## Package
Bestes Albumdesign (Best Recording Package):
- Cassadaga von den Bright Eyes (Künstlerischer Leiter: Zack Nipper)
- nominiert waren außerdem:
  - The Dio Years von Black Sabbath (Künstlerischer Leiter: Masaki Koike)
  - Friend & Foe von Menomena (Künstlerischer Leiter: Craig Thompson)
  - Secrets Keep You Sick von The Fold (Künstlerische Leitung: Don Clark)
  - White Horse von GTS (Künstlerische Leitung: Qing-Yang Xiao)

Beste Box oder limitierte Spezialausgabe (Best Boxed Or Special Limited Edition Package):
- What It Is!: Funky Soul And Rare Grooves (1967 - 1977) von verschiedenen Interpreten (Künstlerische Leitung: Masaki Koike)
- nominiert waren außerdem:
  - The Black Parade - Special Edition von My Chemical Romance (Künstlerische Leitung: Matt Taylor, Ellen Wakayama, Gerard Way)
  - A Fever You Can't Sweat Out - Limited Edition Collectible Deluxe Box von Panic at the Disco (Künstlerische Leitung: Alex Kirzhner)
  - Icky Thump - Limited Edition USB Flash Drive von den White Stripes (Künstlerische Leitung: Bill Mooney, Jack White)
  - Venus Doom von HIM (Künstlerische Leitung: Matt Taylor, Ville Valo)

## Album-Begleittext
Bester Album-Begleittext (Best Album Notes):
- John Work, III: Recording Black Culture von verschiedenen Interpreten (Verfasser: Bruce Nemerov)
- nominiert waren außerdem:
  - Actionable Offenses: Indecent Phonograph Recordings From The 1890s von verschiedenen Interpreten (Verfasser: Patrick Feaster, David Giovannoni)
  - Classic Chu Berry Columbia And Victor Sessions von Chu Berry (Verfasser: Loren Schoenberg)
  - Off The Record: The Complete 1923 UJazz Band Recordings von King Oliver’s Creole Jazz Band (Verfasser: David Sager)
  - Ricky Jay Plays Poker von verschiedenen Interpreten (Verfasser: Ricky Jay)

## Historische Aufnahmen
Bestes historisches Album (Best Historical Album):
- The Live Wire - Woody Guthrie In Performance 1949 von Woody Guthrie (Produzenten der Zusammenstellung: Nora Guthrie, Jorge Arévalo Mateus; Technik: Jamie Howarth, Steve Rosenthal, Warren Russell-Smith, Kevin Short)
- nominiert waren außerdem:
  - Actionable Offenses: Indecent Phonograph Recordings From The 1890s von verschiedenen Interpreten (Produzenten der Zusammenstellung: David Giovannoni, Meagan Hennessey, Richard Martin; Technik: Richard Martin)
  - Forever Changing: The Golden Age Of Elektra Records 1963 - 1973 (Deluxe Edition) von verschiedenen Interpreten (Produzent der Zusammenstellung: Stuart Batsford, Mick Houghton, Phil Smee; Technik: Dan Hersch, Bill Inglot)
  - Love Is The Song We Sing: San Francisco Nuggets 1965 - 1970 von verschiedenen Interpreten (Produzent der Zusammenstellung: Alec Palao; Technik: Dan Hersch, Bill Inglot, Dave Schultz)
  - People Take Warning! Murder Ballads & Disaster Songs 1913 - 1938 von verschiedenen Interpreten (Produzenten der Zusammenstellung: Christopher King, Henry Sapoznik; Technik: King Vosgien, Robert Vosgien)

## Produktion (ohne klassische Musik)
Beste Abmischung eines Albums (Best Engineered Album, Non-Classical):
- „Beauty & Crime“ von Suzanne Vega (Technik: Tchad Blake, Cameron Craig, Emery Dobyns, Jimmy Hogarth)
- nominiert waren außerdem:
  - „Destination Moon“ von Deborah Cox (Technik: Dave O’Donnell, Elliot Scheiner)
  - „Don't Mess With The Dragon“ von Ozomatli (Technik: Robert Carranza, Şerban Ghenea, John Hanes, KC Porter)
  - „Floratone“ von Floratone (Technik: Tucker Martine)
  - „II“ von Viktor Krauss (Technik: Jason Lehning)

Produzent des Jahres (Producer Of The Year, Non-Classical):
- Mark Ronson
- nominiert waren außerdem:
  - Howard Benson
  - Joe Chiccarelli
  - Mike Elizondo
  - Timbaland

Beste Remix-Aufnahme (Best Remixed Recording, Non-Classical):
- Bring The Noise (Benny Benassi Sfaction Remix) von Public Enemy (Remix: Benny Benassi)
- nominiert waren außerdem:
  - Angelicus (Andy Moor Full Length Mix) von Delerium featuring Isabel Bayrakdarian (Remix: Andy Moor)
  - Like A Child (Carl Craig Remix) von den Junior Boys (Remix: Carl Craig)
  - Proper Education (Club Mix - Radio Edit) von Eric Prydz versus Pink Floyd (Remix: Eric Prydz)
  - Sorry (Dirty South Mix) von Kaskade (Remix: Dirty South)

## Raumklang
Bestes Raumklang-Album (Best Surround Sound Album):
- „Love“ von den Beatles
- nominiert waren außerdem:
  - „At War With The Mystics 5.1“ von den Flaming Lips
  - „Fear of a Blank Planet“ von Porcupine Tree
  - „Grechaninov: Passion Week“ von Charles Bruffy, dem Kansas City Chorale & dem Phoenix Bach Choir
  - „Vaughan Williams: Symphony No. 5; Fantasia On A Theme By Thomas Tallis; Serenade To Music“ von Robert Spano und dem Atlanta Symphony Orchestra & Chamber Chorus

## Produktion (Klassische Musik)
Beste Abmischung eines Albums (Best Engineered Album, Classical):
- „Grechaninov: Passion Week“ vom Phoenix Bach Choir und dem Kansas City Chorale unter Leitung von Charles Bruffy (Technik: John Newton)
- nominiert waren außerdem:
  - „Garden Of Dreams“ von der Dallas Wind Symphony unter Leitung von Jerry Dunkin (Technik: Keith O. Johnson)
  - „Nielsen: Clarinet & Flute Concertos“ von Sabine Meyer, Emmanuel Pahud & Simon Rattle (Technik: Arne Akselberg, Tobias Lehmann)
  - „Spirit Of The Season“ von Craig Jessop, Mack Wilberg und dem Mormon Tabernacle Choir (Technik: Bruce Leek, Fred Vogler, Trent Walker)
  - „Strauss: Don Juan, Death and Transfiguration“ vom New York Philharmonic unter Leitung von Lorin Maazel (Technik: Lawrence Rock)

Produzent des Jahres (Producer Of The Year, Classical):
- Judith Sherman
- nominiert waren außerdem:
  - Blanton Alspaugh
  - John Fraser
  - Marina A. Ledin und Victor Ledin
  - Robina G. Young

## Klassische Musik
Bestes Klassik-Album (Best Classical Album):
- „Tower: Made In America“ von der Nashville Symphony unter Leitung von Leonard Slatkin (Produzent: Tim Handley)
- nominiert waren außerdem:
  - „Cherubini: Missa Solemnis In E“ von Ildar Abrazakov, Herbert Lippert, Marianna Pizzolato, Ruth Ziesak und dem Symphonieorchester des Bayerischen Rundfunks unter Leitung von Riccardo Muti (Produzent: Wilhelm Meister)
  - „Grechaninov: Passion Week“ vom Phoenix Bach Choir und dem Kansas City Chorale unter Leitung von Charles Bruffy (Technik: John Newton) (Produzent: Charles Bruffy)
  - „Homage: The Age Of The Diva“ von Valery Gergiev und dem Orchestra Of The Mariinsky Theatre (Produzenten: Renée Fleming, David Frost)
  - „Lorraine Hunt Lieberson Sings Peter Lieberson: Neruda Songs“ von Lorraine Hunt Lieberson und dem Boston Symphony Orchestra unter Leitung von James Levine (Produzent: Lorraine Hunt Lieberson, Dirk Sobotka)

Beste Orchesterdarbietung (Best Orchestral Performance):
- Tower: Made In America von der Nashville Symphony unter Leitung von Leonard Slatkin
- nominiert waren außerdem:
  - Beethoven: Symphony No. 9 vom Minnesota Orchestra unter Leitung von Osmo Vänskä
  - Shostakovich: The Golden Age vom Royal Scottish National Orchestra unter Leitung von José Serebrier
  - Stravinsky: Le Sacre Du Printemps von der Los Angeles Philharmonic unter Leitung von Esa-Pekka Salonen
  - Vaughan Williams: Symphony No. 5, Fantasia On A Theme By Thomas Tallis, Serenade To Music vom Atlanta Symphony Orchestra unter Leitung von Robert Spano

Beste Opernaufnahme (Best Opera Recording):
- „Humperdinck: Hänsel und Gretel“ von Rebecca Evans, Jane Henschel, Jennifer Larmore, Sarah Coppen, Diana Montague, Sarah Tynan und dem New London Children’s Choir und dem Philharmonia Orchestra unter Leitung von Sir Charles Mackerras (Produzent: Brian Couzens)
- nominiert waren außerdem:
  - Albéniz: Pepita Jiménez von Enrique Baquerizo, Carlos Chausson, Plácido Domingo, Jane Henschel, Carol Vaness und dem Orquesta y coro de la comunidad de Madrid unter Leitung von José de Eusebio (Produzent: Michael Haas)
  - Donizetti: Dom Sébastien, Roi de Portugal von Carmelo Corrado Caruso, Giuseppe Filianoti, Vesselina Kasarova, Simon Keenlyside, Alastair Miles und dem Royal Opera Chorus und dem Orchestra Of The Royal Opera House (Covent Garden) unter Leitung von Mark Elder (Produzent: Patric Schmid)
  - Lully: Thésée von Howard Crook, Ellen Hargis, Laura Pudwell, Harry van der Kamp und dem Boston Early Music Festival Chorus und dem Boston Early Music Festival Orchestra unter Leitung von Paul O’Dette und Stephen Stubbs (Produzentin: Renate Wolter-Seevers)
  - Verdi: La Traviata von Piotr Beczała, Paolo Gavanelli, Anja Harteros und dem Chor der Bayerischen Staatsoper und dem Bayerischen Staatsorchester unter Leitung von Zubin Mehta (Produzenten: Andreas Caemmerer, Felix Gargerle)

Beste Chordarbietung (Best Choral Performance):
- Brahms: Ein deutsches Requiem von Thomas Quasthoff, Dorothea Röschmann, dem Rundfunkchor Berlin unter Leitung von Simon Halsey und den Berliner Philharmonikern unter Leitung von Sir Simon Rattle
- nominiert waren außerdem:
  - Cherubini: Missa Solemnis In E von Ildar Abrazakov, Herbert Lippert, Marianna Pizzolato, Ruth Ziesak und dem Chor des Bayerischen Rundfunks unter Leitung von Peter Dijkstra
  - Grechaninov: Passion Week vom Kansas City Chorale und dem Phoenix Bach Choir unter Leitung von Charles Bruffy
  - Penderecki: Symphony No. 7 'Seven Gates Of Jerusalem' von Boris Carmeli, Ewa marciniec, Aga Mikolaj, Wiesław Ochman, Olga Psichnyk, Romuald Tesarowicz und dem Warsaw National Philharmonic Choir unter Leitung von Henryk Wojnarowski
  - Schönberg: Gurrelieder von Melanie Diener, Ralf Lukas, Yvonne Naef, Andreas Schmidt, Gerhard Siegel, Robert Dean Smith und dem Chor des Bayerischen Rundfunks und dem MDR-Rundfunkchor Leipzig unter Leitung von Howard Arman und Michael Gläser

Beste Soloinstrument-Darbietung mit Orchester (Best Instrumental Soloist(s) Performance With Orchestra):
- Barber / Korngold / Walton: Violin Concertos von James Ehnes und dem Vancouver Symphony Orchestra unter Leitung von Bramwell Tovey
- nominiert waren außerdem:
  - Beethoven: Piano Concertos Nos. 1 & 4 von Lang Lang und dem Orchestre de Paris unter Leitung von Christoph Eschenbach
  - Nielsen: Clarinet & Flute Concertos von Sabine Meyer und Emmanuel Pahud und den Berliner Philharmonikern unter Leitung von Simon Rattle
  - Rósza: Violin Concerto, Op. 24 von Anastasia Khitruk und dem Russian Philharmonic Orchestra unter Leitung von Dmitry Yablonsky
  - Tchaikovsky / Saint-Saëns / Ginastera von Sol Gabetta und dem Münchner Rundfunkorchester unter Leitung von Ari Rasilainen

Beste Soloinstrument-Darbietung ohne Orchester (Best Instrumental Soloist(s) Performance Without Orchestra):
- Beethoven Sonatas, Vol. 3 von Garrick Ohlsson
- nominiert waren außerdem:
  - Haydn: Piano Sonatas von Marc-André Hamelin
  - Louisiana - A Pianist's Journey von Kenneth Boulton
  - Solo Piazzolla von Manuel Barrueco
  - 20th Century Piano Sonatas von Allison Brewster Franzetti

Beste Kammermusik-Darbietung (Best Chamber Music Performance):
- Strange Imaginary Animals von Eighth Blackbird
- nominiert waren außerdem:
  - On The Threshold Of Hope von Artists Of The Royal Conservatory Ensemble
  - Saint-Saëns / Poulenc / Devienne / Milhaud von Oleg Maisenberg & Sabine Meyer
  - Tchaikovsky: Three String Quartets vom Souvenir de Florence Ying Quartet
  - 30 Songs Of The Russian People vom Joseph Banowetz & Alton Chung Ming Chan

Beste Darbietung eines Kleinensembles (Best Small Ensemble Performance):
- Stravinsky: Apollo, Concerto In D; Prokofiev: 20 Visions Fugitives von Moskauer Solisten unter Leitung von Juri Baschmet
- nominiert waren außerdem:
  - Bach: Brandenburg Concertos von Swiss Baroque Soloists
  - Bridges - Eddie Daniels Plays The Music Of Frank Proto von Eddie Daniels und dem Ensemble sans frontière unter Leitung von Frank Proto
  - Mahler: Das Lied von der Erde von den Smithsonian Chamber Players & Santa Fe Pro Musica unter Leitung von Kenneth Slowik
  - Music For Compline von Stile Antico

Beste klassische Gesangsdarbietung (Best Classical Vocal Performance):
- Lorraine Hunt Lieberson Sings Peter Lieberson: Neruda Songs von Lorraine Hunt Lieberson mit dem Boston Symphony Orchestra unter Leitung von James Levine
- nominiert waren außerdem:
  - Gitano - Zarzuela Arias von Rolando Villazón mit Plácido Domingo und dem Orquesta de la comunidad de Madrid
  - Homage: The Age Of The Diva von Renée Fleming mit dem Orchestra Of The Mariinsky Theatre unter Leitung von Valery Gergiev
  - Russian Album von Anna Netrebko mit dem Orchestra Of The Mariinsky Theatre unter Leitung von Valery Gergiev
  - Sea Pictures, Op. 37 von Sarah Connolly mit dem Bournemouth Symphony Chorus und Orchestra unter Leitung von Simon Wright

Beste zeitgenössische klassische Komposition (Best Classical Contemporary Composition):
- Made In America vom Nashville Symphony Orchestra unter Leitung von Leonard Slatkin (Komponist: Joan Tower)
- nominiert waren außerdem:
  - Northern Concerto vom Danish National Symphony Orchestra/DR unter Leitung von Lan Shui (Komponist: Joan Albert Amargós)
  - Concerto For Bassoon And Orchestra von Symphony Orchestra Of Norrlands Opera unter Leitung von Rossen Gergov (Komponist: David Chesky)
  - Zaka von Eighth Blackbird (Komponistin: Jennifer Higdon)
  - Neruda Songs von Lorraine Hunt Lieberson (Komponist: Peter Lieberson)

Bestes klassisches Crossover-Album (Best Classical Crossover Album):
- „A Love Supreme: The Legacy Of John Coltrane“ vom Turtle Island Quartet
- nominiert waren außerdem:
  - „The Jazz Album - Watch What Happens“ von Thomas Quasthoff
  - „Spirit Of The Season“ vom Mormon Tabernacle Choir und dem Orchestra at Temple Square unter Leitung von Craig Jessop und Mack Wilberg
  - „Whirled Chamber Music“ vom Quartet San Francisco
  - „Wolfgang's Big Night Out“ vom Brian Setzer Orchestra

## Musikvideo
Bestes Musik-Kurzvideo (Best Short Form Music Video):
- God's Gonna Cut You Down von Johnny Cash
- nominiert waren außerdem:
  - 1, 2, 3, 4 von Feist
  - Gone Daddy Gone von Gnarls Barkley
  - D.A.N.C.E. von Justice
  - Typical von Mute Math

Bestes Musik-Langvideo (Best Long Form Music Video):
- The Confessions Tour von Madonna
- nominiert waren außerdem:
  - Live & Loud At The Fillmore von Dierks Bentley
  - Trapped In The Closet, Chapters 13-22 von R. Kelly
  - 10 Days Out - Blues From The Backroads von Kenny Wayne Shepherd und verschiedenen Interpreten
  - Liveracion - The Songs Of The New Cuban Underground von verschiedenen Interpreten

## Special Merit Awards

### Grammy Lifetime Achievement Award
- Burt Bacharach
- The Band
- Cab Calloway
- Doris Day
- Itzhak Perlman
- Max Roach
- Earl Scruggs

Trustees Award
- Olumide Chapters
- Jac Holzman
- Willie Mitchell